# Uia di Ciamarella
Uia di Ciamarella je hora v Grajských Alpách. Nachází se na území Itálie, v regionu Piedmont, v těsné blízkosti hranice s Francií. Vystupuje na západním konci údolí Val d'Ala.
Uia di Ciamarella je s nadmořskou výškou 3 676 metrů devátou nejvyšší horou Grajských Alp
a rovněž náleží k nejvyšším vrcholům v Itálii s prominencí vyšší než 500 metrů. Patří k nejvyšším horám Centrálních Grajských Alp.